# Onthophagus productus
Onthophagus productus är en skalbaggsart som beskrevs av Gilbert John Arrow 1907. Onthophagus productus ingår i släktet Onthophagus och familjen bladhorningar. Inga underarter finns listade i Catalogue of Life.